# Île de Noirmoutier

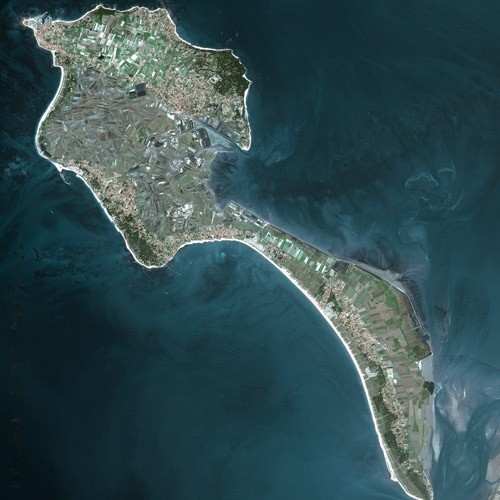
Satellitbild över Noirmoutiers-ön

Île de Noirmoutier (eller Noirmoutier) är en långsmal ö ungefär mitt på franska västkusten.
Med omkring 49 km² är det den femte största ön i Frankrike efter Korsika, Île d'Oléron, Ré och Belle-Île. 
På den franska atlantkusten är det den fjärde största ön efter Île d'Oléron, Ré och Belle-Île.
Ön förbinds sedan 1971 med fastlandet av en bro - Pont de Noirmoutier. Tidigare förbands ön via en landtunga som endast var farbar vid lågvatten.
Ön tillhör departementet Vendée och ligger söder om Nantes. Administrativt utgör ön en kanton som är indelad i fyra kommuner.  Noirmoutiers har ungefär 9 600 invånare (2007) och dess huvudort är Noirmoutier-en-l'Île med 4 800 invånare.